# Basilika St. Adalbert (Mikołów)

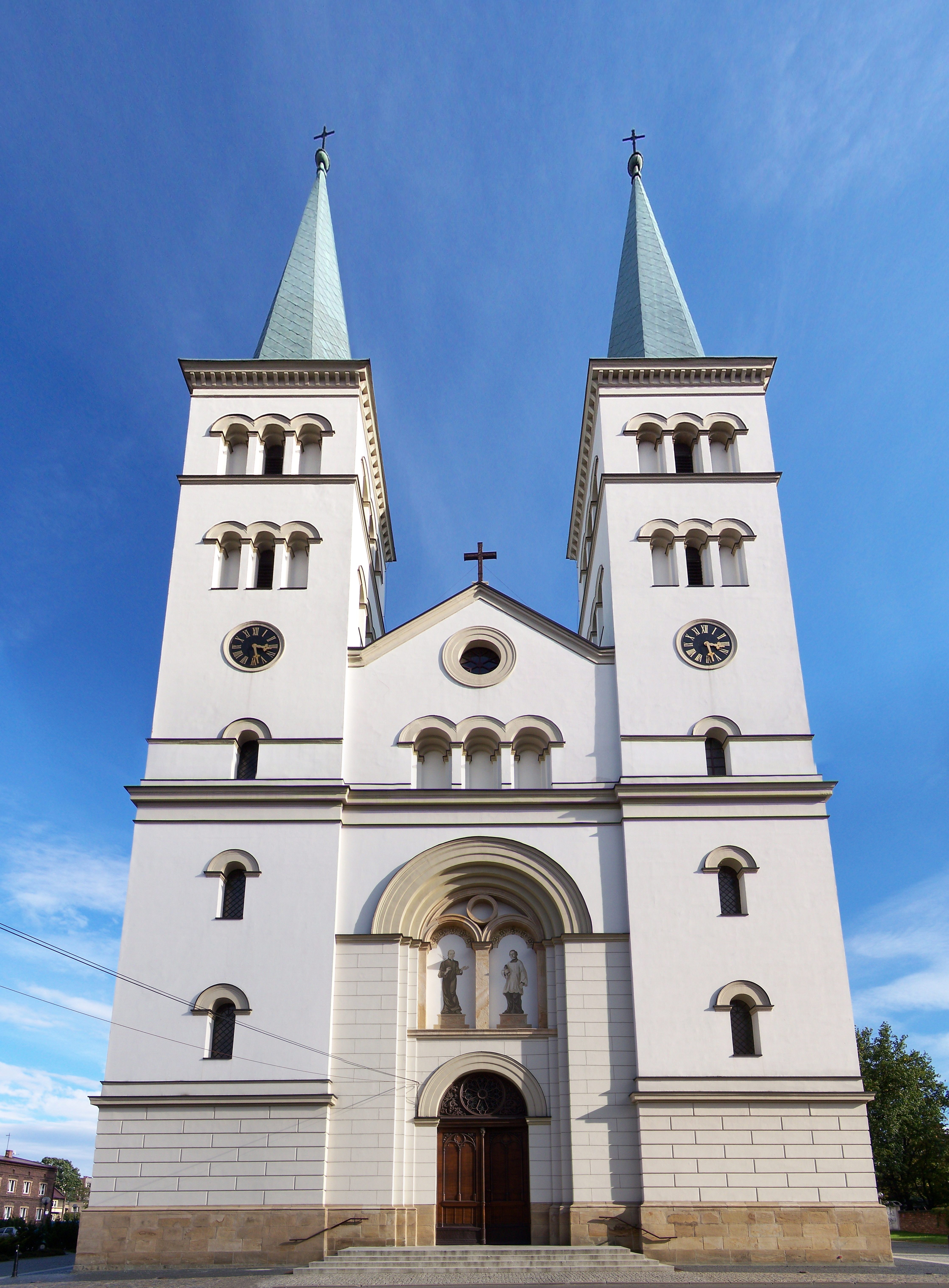
Basilika St. Adalbert

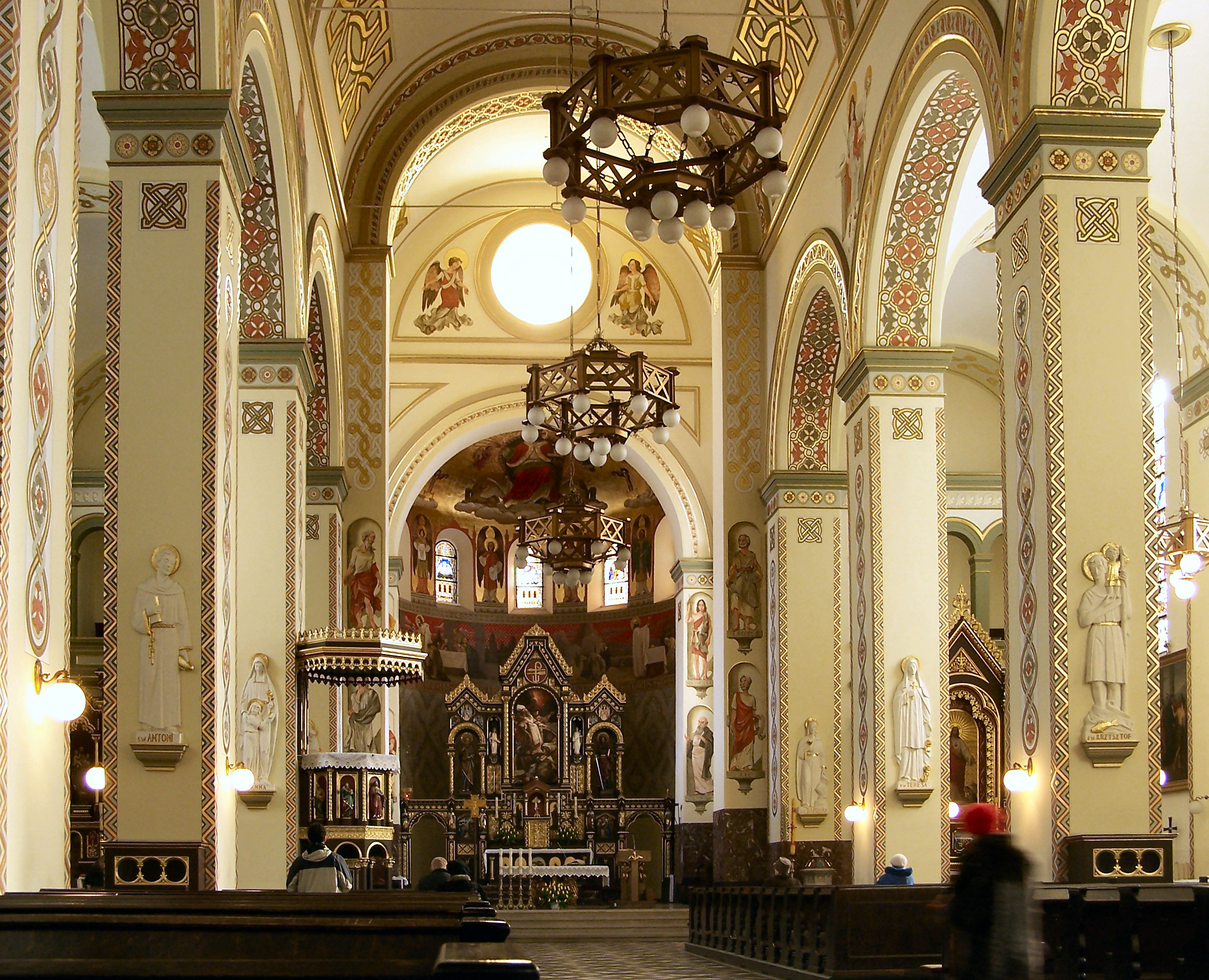
Innenraum

Die Basilika St. Adalbert (polnisch Bazylika św. Wojciecha) ist eine römisch-katholische Kirche in Mikołów (deutsch Nikolai), Schlesien, Polen. Die Pfarrkirche des Erzbistums Katowice ist Adalbert von Prag gewidmet und trägt den Titel einer Basilica minor. Die neuromanische Kirche aus der Mitte des 19. Jahrhunderts ist denkmalgeschützt.

## Geschichte
In den 1260er Jahren wurde im Dorf Mikołów eine erste St. Adalbert gewidmete Kirche gebaut. Diese erhielt von der aus dem 12. Jahrhundert stammenden Nikolaikirche Ende des 13. Jahrhunderts den Status als Pfarrkirche, die Nikolaikirche existierte als Filialkirche noch bis zum Ende des 18. Jahrhunderts. Unter der Herrschaft von Karolus Promnitz wurden beide Kirchen in der zweiten Hälfte des 16. Jahrhunderts protestantisch, 1630 fiel erst St. Adalbert und danach 1654 St. Nikolaus wieder an die katholische Kirche.
Zur Ausführung der ursprünglichen Adalbertkirche ist wenig bekannt. Die erste Erwähnung einer kleinen Steinkirche stammt aus dem Jahr 1598. Bis 1861 war sie die Pfarrkirche für Mikołów und ein Dutzend umliegende Dörfer. Mit der Zunahme der Zahl der Gläubigen in der Pfarrei auf 10.000 wurde der Bau einer neuen Kirche notwendig, der um 1843 mit der Grundsteinlegung am 1. August durch den Bischof Latusek aus Breslau begann. Der Bau der Kirche erfolgte recht langsam und erhielt auch keine Unterstützung durch den preußischen König, nur vom Bischof von Breslau und dem Fürsten von Pleß. 1854 wurden die Arbeiten wegen der fehlerhaften Gestaltung der Decke eingestellt. Nach der Herstellung eines neuen Gewölbes und der Verstärkung der Säulen, die sieben Jahre dauerte, wurden die Bauarbeiten schließlich abgeschlossen, insgesamt dauerten sie 18 Jahre. Die neue Pfarrkirche wurde am 25. September 1861 vom Bischof in Breslau, Adrian Wlodarski, geweiht und ebenso Adalbert gewidmet. Im selben Jahr wurde auch die protestantische St.-Johannes-Kirche fertiggestellt. Die als Filialkirche erhaltene Vorgängerkirche erhielt in den 1960er Jahren das zusätzliche Patrozinium Unserer Lieben Frau vom Schnee.
Die Pfarrkirche St. Adalbert wurde zur Mutterkirche von 18 neuen Gemeinden. Sie wurde 2008 von Papst Benedikt XVI. in den Rang einer Basilica minor erhoben.

## Architektur

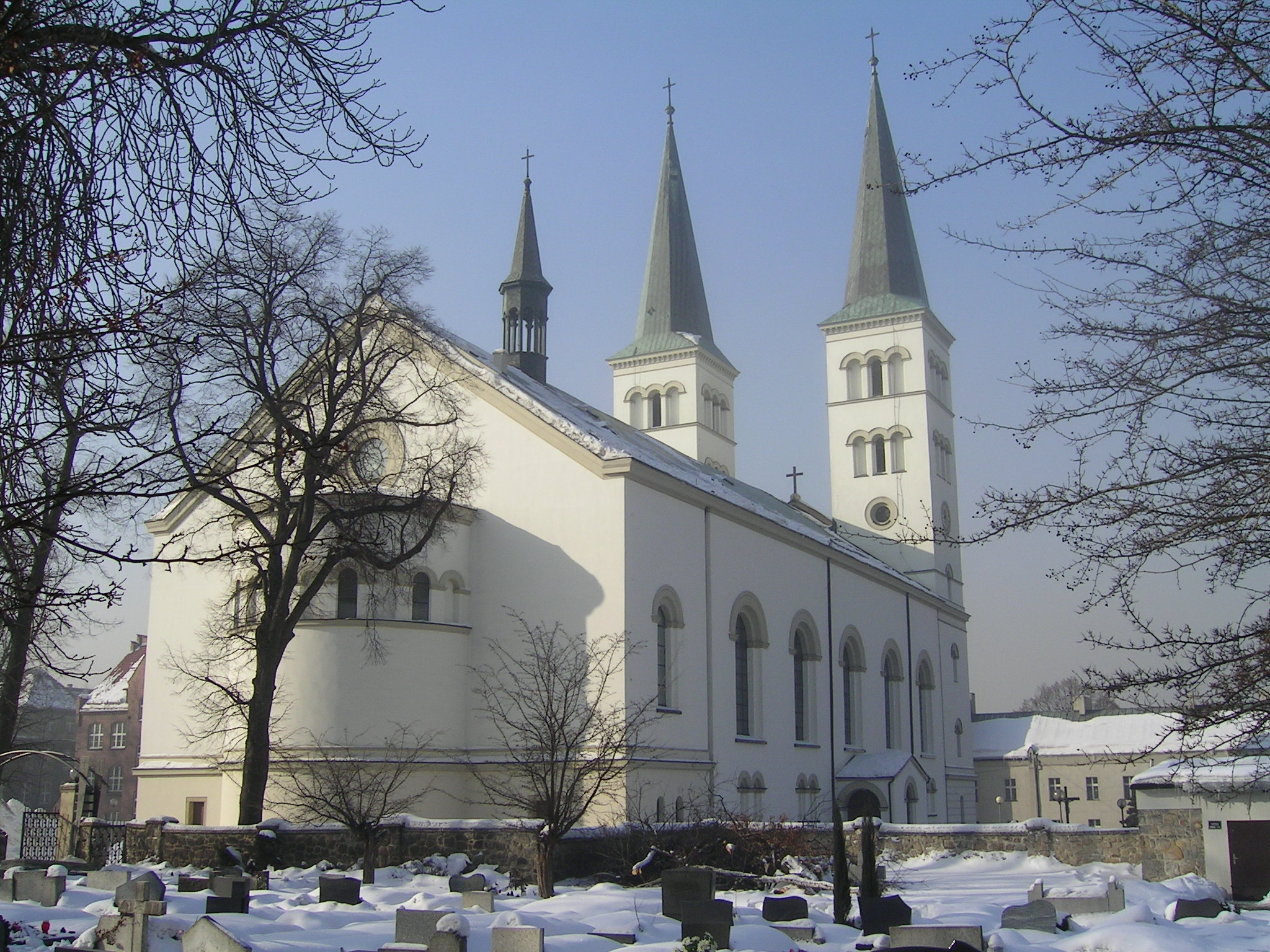
Apsisseite

Die Kirche wurde im neoromanischen Stil als dreischiffige Pseudobasilika erbaut. Ihr rechteckiger Grundriss mit eingezogener, runder Apsis bietet Platz für bis zu 5000 Gläubige. Die Glockentürme ihrer Zweiturmfassade sind in zwei Etagen mit pyramidalen Helmen gegliedert und rahmen einen dreieckigen Giebel ein, sie tragen ein Geläut mit vier Glocken.
Der Hauptaltar mit dem Bild des hl. Adalbert ist mit Statuen von Petrus und Paulus geschmückt. Im rechten Seitenschiff steht der Herz-Jesu-Altar mit Figuren der hln. Hedwig und Elisabeth. Der Altar im linken Seitenschiff zeigt ein Bild Unserer Lieben Frau von Mikolajowska und Figuren von St. Joseph und St. Anna. Ein wertvolles Denkmal der Kirche sind Buntglasfenster aus dem 19. Jahrhundert der Krakauer Schule. Die Kreuzwegstationen wurden 1868 vom Maler Johannes Bochenek geschaffen. Die von Johann M.V. Haas installierte Orgel von 1862 gilt als größte historische Orgel in Oberschlesien.